# Bike Daisuki! Hashiriya Kon - Rider's Spirits
Bike Daisuki! Hashiriya Kon - Rider's Spirits (バイク大好き！走り屋魂, «I Love Bikes! Race Ya Soul») es un videojuego de 1994 para la Super Famicom. Es un videojuego de carreras que permite a los jugadores correr en motocicletas.

## Jugabilidad
La parte inferior de la pantalla tiene dos propósitos en el juego. En el modo de un jugador, puede mostrar el mapa de la pista o un espejo retrovisor que muestre la acción detrás del jugador. Al igual que una moto real, muestra dos espejos retrovisores.
Existen ocho personajes con cuatro tipos de personajes. Cada uno de los cuatro tipos de personajes tiene sus atributos de velocidad, manejo y aceleración.
Las pistas del juego incluyen varios atributos como hielo, tierra, asfalto y empedrado.
«Carrera de Gallinas» es un modo en el juego en el cual el jugador baja por una rampa y debe detenerse lo más cerca del borde sin caerse. Si cae destruirá la motocicleta.
Es posible jugar en modo de dos o cuatro jugadores.
Se encuentran ítems cuando se pasa por «paradas en boxes» en la pista y la carrera en sí es compleja, con derrapes y wheelies. El jugador puede elegir entre ocho personajes con varias apariencias y contará con un medidor de combustible que deberá vigilar durante el juego. El juego presenta dos tipos de cámaras; la cámara en primera persona a través de los espejos retrovisores y una cámara más convencional en tercera persona. Salvo el número de vueltas y el tiempo de la vuelta, todo el resto de la información se encuentra en japonés.

## Desarrollo
El juego utiliza el chip DSP-1, el cual es el mismo chip usado por Super Mario Kart. Este chip proporciona un soporte rápido para los cálculos trigonométricos y de punto flotante necesitados para los algoritmos 3D matemáticos.

## Lanzamiento
El juego fue lanzado el 30 de septiembre de 1994 en Japón para la Super Famicom y fue distribuido por Masaya. El juego nunca fue lanzado fuera de Japón pero en 2019 fue traducido al inglés.

## Recepción
Los avances y las reseñas del juego señalaron la semejanza entre Rider's Spirits y Super Mario Kart. Mega Fun llegó a llamarlo un «clon de Mario Kart». EGM dijo que no era una secuela de Mario Kart, pero «bien podría serlo». Tanto EGM como Super Console señalaron que salvo por el hecho de usar motocicletas los juegos eran muy similares.
En su lanzamiento, cuatro reseñas de Famitsu le dieron al juego un puntaje de 24/40.
Video Games 74%
Mega Fun 89%
CVG le dio un puntaje de 82 de 100.